# Еичо
Еичо (永長) је јапанска ера (ненко) која је настала после Кахо и пре Џотоку ере. Временски је трајала од децембра 1096. до новембра 1097. године и припадала је Хејан периоду. Владајући монарх био је цар Хорикава.

## Важнији догађаји Еичо ере
- 1096. (Еичо 1): Кампаку Фуџивара но Мороичи унапређен је у виши ранг на двору.[3]
- 1096. (Еичо 1): Током лета велики број денгаку извођача окупило се у прослави по улицама града. Учесници славља били су и припадници аристократије а у игри им се придружио и бивши цар као и остали чланови царског двора.[3]